# Demmus Hentze

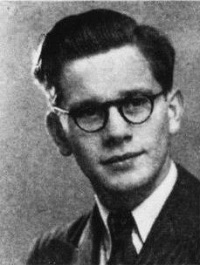
Demmus Hentze (1964)

Demmus Hentze (* 4. Dezember 1923 in Sandur, Sandoy; † 3. Januar 2016 in Tórshavn) war ein färöischer Jurist und Politiker der Fólkaflokkurin FF, der unter anderem zwischen 1966 und 1974 und sowie erneut von 1978 bis 1980 Mitglied des Løgting und von 1975 bis 1981 Finanzminister in der Landesregierung Atli Dam II sowie der Landesregierung Atli Dam III war.

## Leben
Demmus Hentze, Sohn von Sunneva Clementsen und Johan Petur Hentze, absolvierte ein Studium der Rechtswissenschaften an der Universität Kopenhagen, welches er 1952 als Candidatus iuris (Cand. iur.) beendete. Nach seiner anwaltlichen Zulassung nahm er 1953 eine Tätigkeit als Rechtsanwalt auf und erhielt 1958 auch seine anwaltliche Zulassung für das Oberste Gericht (Sorinskrivarin í Føroyum) ernannt. Daneben war er zwischen 1955 und 1975 Sekretär der färöischen Schiffer- und Seefahrervereinigung (Føroya Skiparaog Navigatørfelag) sowie von 1964 bis 1967 auch Vorsitzender des Nationalen Steuerausschusses ( Landsskattanevndina).
Bei der Løgtingswahl am 8. November 1966 wurde Hentze für die Volkspartei FF (Fólkaflokkurin) erstmals zum Mitglied des Parlaments (Løgting) gewählt und vertrat in diesem nach seiner Wiederwahl am 7. November 1970 bis zum 7. November 1974 den Wahlkreis „Sandoyar“. Er war des Weiteren von 1967 bis 1975 Vorstandsmitglied des Elektrizitätsunternehmen Streymoy-Eysturoy-Vágar (SEV) sowie zwischen 1973 und 1980 Mitglied des Nordischen Rates.  Am 11. Januar 1975 wurde er in die Landesregierung Atli Dam II berufen und bekleidete in dieser sowie in der darauf folgenden Landesregierung Atli Dam III vom 23. Januar 1979 bis zum 5. Januar 1981 den Posten als Finanzminister.
Bei der Løgtingswahl am 7. November 1978 wurde Demmus Hentze zudem für die FF erneut zum Mitglied des Løgting gewählt und vertrat dort bis zum 7. November 1980 wieder den Wahlkreis „Sandoyar“. Nach seinem Ausscheiden aus der Landesregierung gründete er 1981 die Anwaltskanzlei „Advokatskrivstovan Hentze“, die er bis 2010 betrieb. Er war zudem von 1985 bis 1995 Vorstandsmitglied der Nordischen Gesellschaft (Norrøna felagnum) sowie zwischen 1990 und 1995 deren Vorsitzender. Er war mit Helena Debes verheiratet.